# Octobre 1960

## Événements
- Conférence de l’organisation des pays francophones à Abidjan.

- 1er octobre : 
  - L'indépendance du Nigeria[1] est concédée par le Royaume-Uni. Nnamdi Azikiwe, gouverneur général du Nigeria (fin en 1963).
  - France : Francis Jeanson est condamné par contumace.
  - Indépendance de Chypre

- 2 octobre : 70 000 membres du syndicat américain IUEW (International Union of Electrical Workers) font la grève pour imposer une clause d'indexation automatique sur le coût de la vie dans les nouveaux contrats de travail.

- 3 octobre :
  - Lors d'une opération anti-narcotiques, les agents américains ont saisi 3,5 millions de  dollars US d'héroïne et arrêté 4 trafiquants parmi lesquels l'ambassadeur du Guatemala en Belgique, Mauricio Rosal.
  - Le président de la Commission américaine de l'énergie atomique, John McCone déclare que les États-Unis allaient reprendre des essais d'explosions nucléaires dans le sol d'ici quelques semaines ou quelques mois.

- 4 octobre :  Courier, un satellite relais de communication d'un poids de 500 livres est placé sur orbite terrestre à partir Cap Canaveral.

- 5 octobre : le parti travailliste britannique vote une résolution poussant à l'abandon unilatéral des armes atomiques.

- 6 octobre :
  - Manifeste des intellectuels favorables à l'Algérie Française.
  - Les forces armées cubaines annoncent qu'une force contre-révolutionnaire en provenance des États-Unis a débarqué dans la partie est de l'île.

- 8 octobre :
  - La police tirent à la mitrailleuse sur des manifestants, près de Salisbury en Rhodésie du Sud : 7 africains tués et une centaine d'autres personnes blessées dont des blancs.
  - Le bureau fédéral de l'aviation (FAA) annonce que plus de 70 000 avions civils sont enregistrés aux États-Unis.

- 12 octobre :
  - Le président soviétique Nikita Khrouchtchev frappe sur son pupitre avec sa chaussure à l'Assemblée générale de l'ONU pour protester de la discussion sur la politique de l'Union soviétique à l'égard de l'Europe de l'Est.
  - Au Japon, Otoya Yamaguchi, un étudiant extrémiste de droite de 17 ans assassine avec un sabre court, le chef socialiste Inejirō Asanuma âgé de 61 ans.

- 12 - 14 octobre : l'assemblée des cardinaux et archevêques de France condamne l'insoumission et les outrages à la personne.

- 13 octobre : trente personnes tuées et des centaines de blessés, lors d'affrontements violents entre des troupes portugaises et des manifestants pro-indépendantistes, au Portugal.

- 14 octobre :  Cuba nationalise toutes les banques et une grande partie des entreprises industrielles et commerciales.

- 15 octobre : deux américains sont condamnés à mort par la Cour militaire cubaine pour avoir pris part à l'invasion contre-révolutionnaire.

- 18 octobre : le FBI estime à 300 000, le nombre d'espions communistes au travail dans le monde.

- 19 octobre : des émeutes éclatent à Caracas au Venezuela après l'arrestation de trois chefs gauchistes pro-Castristes.

- 20 octobre :
  - Embargo total américain sur le commerce avec Cuba à l'exception des fournitures médicales et de la plupart des produits alimentaires.
  - Nikita Khrouchtchev annonce que l'URSS possède des SNLE (sous-marin nucléaire lanceur de missiles).
  - Débat houleux à l’Assemblée générale de l’ONU. Pour protester contre l’intervention du délégué philippin qui assimile les pays d’Europe de l’Est à des colonies de l’URSS, Khrouchtchev donne un coup de chaussure sur la table.

- 21 octobre :
  - La Grande-Bretagne lance son premier sous-marin nucléaire (3 500 tonnes), le Dreadnought.
  - ATT (American Telephone and Telegraph Co.) révèle ses plans pour le lancement d'un satellite terrestre de communications téléphoniques et télévisuelles transatlantiques.

- 22 octobre :
  - Les artistes Marc Chagall et Oskar Kokoschka sont récompensés par le prix Erasmus 1960.
  - Début de Cassius Clay en boxe professionnelle, il gagne son premier combat professionnel à Louisville dans le Kentucky.

- 24 octobre :
  - Catastrophe de Nedelin, explosion d'une fusée soviétique R 16 à Baïkonour : 123 morts.
  - Des troupes congolaise, saoules et sans commandement font régner la terreur dans les quartiers de Léopoldville.
  - Le gouvernement égyptien accuse 6 étrangers et 11 Égyptiens d'espionnage au profit d'Israël.

- 27 octobre : manifestation des syndicats à la Mutualité pour la paix en Algérie.

- 28 octobre : le département américain accuse le bloc soviétique de fournir à Cuba des milliers de tonnes d'armes afin d'exporter sa révolution dans toute l'Amérique latine.

- 29 octobre :
  - Le gouvernement d'Allemagne de l'Ouest annonce avoir arrêté Afred Frenzel un député socialiste du Bundestag, pour espionnage au profit de la Tchécoslovaquie.
  - Nikita Khrouchtchev promet, lors d'une interview, de fournir à Cuba des missiles pour prévenir une attaque américaine.
  - Cassius Clay vs. Tunney Hunsaker : premier combat de boxe en professionnel de Mohamed Ali.

- 30 octobre : 30 000 miliciens cubains sont placés en alerte spéciale pour se préparer à une « imminente invasion américaine ».

- 31 octobre :
  - Le département américain de la Défense demande l'augmentation du programme de développement des avions super bombardier supersoniques B-70.
  - La marine américaine lance son 22e sous-marin nucléaire, le USS Snook (SSN-592).

## Naissances
- 5 octobre : Azzedine Meguellatti, entraîneur de football franco-algérien († 11 janvier 2024).

- 7 octobre : Viktor Lazlo, chanteuse française.

- 8 octobre : François Pérusse, humoriste québécois.

- 9 octobre : Kenny Garrett, saxophoniste de jazz américain.

- 13 octobre : Arturo Ramos Hernández, joueur cubain de water-polo.

- 16 octobre : Cressida Dick, Ancienne commissaire britannique en chef de la Police de Londres.

- 18 octobre : 
  - Jean-Claude Van Damme, acteur belge.
  - Erin Moran, actrice américaine.

- 23 octobre : Rossella Panarese, journaliste italienne († 1er mars 2021).
- 30 octobre : Diego Maradona, champion argentin de football († 25 novembre 2020).

- 31 octobre : 
  - Luis Fortuño, homme politique portoricain.
  - Reza Pahlavi, prince héritier iranien.

## Décès
- 12 octobre : Inejirō Asanuma (61 ans), leader socialiste japonais (assassiné).
- 13 octobre : Arthur Wauters, homme politique belge (° 12 août 1890).
- 17 octobre : Buck Boucher, joueur de hockey sur glace.